# Andō Nobumasa

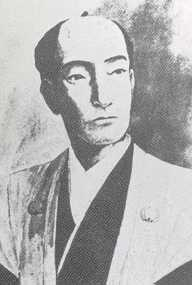
Andō Nobumasa

Andō Nobumasa (japanisch 安藤 信正; geboren 10. Januar 1820 in Iwaki-Taira (Provinz Mutsu); gestorben 20. November 1871) war ein japanischer Daimyō und hohes Mitglied der Shogunatsverwaltung.

## Leben und Werk
Andō Nobumasa, ältester Sohn von Andō Nobuyori (安藤 信由; 1801–1847), regierte als Daimyō die Iwaki-Taira-Domäne (磐城平藩) in der Provinz Mutsu. Von Januar 1860 bis 1862 war er Rōjū des Tokugawa-Shogunats. Nach der Ermordung des Kanzlers Ii Naosuke im März des Jahres übernahmen Andō und Kuze Hirochika (1819–1864) die Führerschaft im Senior Council. Andō strebte eine Stärkung des Shogunats auf politischer und wirtschaftlicher Ebene an und bemühte sich um eine stärkere Haltung auf diplomatischer Ebene dem Westen gegenüber. Er hoffte, mit einer Zusammenarbeit von Shogunat und dem Kaiserhof der Ausländerfeindlichkeit entgegenzutreten und zugleich die prokaiserliche Bewegung zu schwächen. 1862 gelang ihm die Vermittlung der Heirat der Prinzessin Kazu no Miya (和宮), der Schwester des Kaisers Kōmei, mit dem Shōgun Tokugawa Iemochi. Das empörte eine Gruppe von Kaiseranhängern aus dem Mito-han so sehr, dass sie ein Attentat auf Andō planten. Er wurde bei diesem Attentat vor dem  Sakashita-Tor am 13. Februar 1862 (坂下門外変, Sakuradashita-mongai hen) verletzt, aber überlebte.
Andō entsandte Anfang 1862 die Takenouchi-Mission nach Europa, verlängerte die Öffnung der Häfen von Edo, Osaka, Hyōgo und Niigata für weitere fünf Jahre. Letztlich gelang es ihm nicht, das Shogunat zu stärken. Er musste im März 1862 zurücktreten und wurde für die nächsten vier Jahre unter Hausarrest gestellt. 1868 unterstützte er die Shogunatstreuen im Boshin-Krieg und wurde nach deren Niederlage wieder unter Hausarrest gestellt. Er wurde aber kurz darauf von der neuen Meiji-Regierung begnadigt.